# Liste des ministres taïwanais des Affaires étrangères
Cet article donne la liste des membres du gouvernement de la république de Chine chargés des Affaires étrangères. Ils dirigent le ministère des Affaires étrangères.
| Nom                             | Date de début     | Date de fin       | Portrait |
| ------------------------------- | ----------------- | ----------------- | -------- |
| C. C. Wu (Wu Chaoshu)           | 1923 1927         | 1924 1928         |          |
| Huang Fu                        | 1924              | ?                 |          |
| Wang Zhengting                  | 14 juin 1928      | 1931              |          |
| Alfred Sze (Shi Zhaoji)         | 1931              |                   |          |
| Eugene Chen (Chen Youren)       | 1er juin 1931     |                   |          |
| Luo Wengan                      | 1932              |                   |          |
| Wang Jingwei                    | 18 août 1933      |                   |          |
| Chang Chun (Zhang Qun)          | 16 décembre 1933  |                   |          |
| Wang Ch'ung-hui (Wang Chonghui) | 6 mars 1937       |                   |          |
| Quo Tai-chi (Guo Taiqi)         | 30 juin 1941      |                   |          |
| T. V. Soong (Song Ziwen)        | 30 octobre 1942   |                   |          |
| Wang Shih-chieh (Wang Shijie)   | 31 mai 1948       |                   |          |
| Wu Tieh-cheng (Wu Tiecheng)     | 22 décembre 1948  |                   |          |
| Fu Bingchang                    | (Appointed only)  | (Appointed only)  |          |
| Hu Shih (Hu Shi)                | (Appointed only)  | (Appointed only)  |          |
| George Yeh (Yeh Kung-ch'ao)     | 1er octobre 1949  | 14 juillet 1958   |          |
| Huang Shao-ku                   | 14 juillet 1958   | 31 mai 1960       |          |
| Shen Chang-huan                 | 31 mai 1960       | 27 mai 1966       |          |
| Wei Tao-ming                    | 27 mai 1966       | 31 mars 1971      |          |
| Chou Shu-kai                    | 31 mars 1971      | 29 mai 1972       |          |
| Shen Chang-huan                 | 29 mai 1972       | 16 décembre 1978  |          |
| Chiang Yang-shih                | 20 décembre 1978  | 19 décembre 1979  |          |
| Chu Fu-Sung                     | 19 décembre 1979  | 22 avril 1987     |          |
| Ting Mao-shih                   | 22 avril 1987     | 20 juillet 1988   |          |
| Lien Chan                       | 20 juillet 1988   | 1er juin 1990     |          |
| Frederick Chien (Chien Foo)     | 1er juin 1990     | 10 juin 1996      |          |
| John Chang (Chiang Hsiao-yen)   | 10 juin 1996      | 20 octobre 1997   |          |
| Jason Hu (Hu Chih-chiang)       | 20 octobre 1997   | 30 novembre 1999  |          |
| Chen Chien-jen                  | 30 novembre 1999  | 20 mai 2000       |          |
| Tien Hung-mao                   | 20 mai 2000       | 1er février 2002  |          |
| Eugene Chien (Chien You-hsin)   | 1er février 2002  | 16 avril 2004     |          |
| Mark Chen (Chen Tang-shan)      | 16 avril 2004     | 25 janvier 2006   |          |
| James Huang (Huang Chih-Fang)   | 25 janvier 2006   | 19 mai 2008       |          |
| Francisco Ou (Ou-Hung-lian)     | 20 mai 2008       | 10 septembre 2009 |          |
| Timothy Yang (Yang Chin-tien)   | 10 septembre 2009 | 26 septembre 2012 |          |
| David Lin                       | 27 septembre 2012 | 20 mai 2016       |          |
| David Lee                       | 20 mai 2016       | 26 février 2018   |          |
| Joseph Wu                       | 26 février 2018   | 20 mai 2024       |          |
| Lin Chia-lung                   | 20 mai 2024       | en cours          |          |